# Placopsidella cynocephala
Placopsidella cynocephala är en tvåvingeart som beskrevs av Kertesz 1901. Placopsidella cynocephala ingår i släktet Placopsidella och familjen vattenflugor. Inga underarter finns listade i Catalogue of Life.